# Doxocopa butleri
Doxocopa butleri är en fjärilsart som beskrevs av Charles Oberthür 1893. Doxocopa butleri ingår i släktet Doxocopa och familjen praktfjärilar. Inga underarter finns listade i Catalogue of Life.